# Gariepdam (waterkering)
De Gariepdam, voorheen de Hendrik Verwoerddam, is een stuwdam gelegen in de Zuid-Afrikaanse Oranjerivier. De bouw van de dam werd begonnen in 1965 en werd voltooid in 1971. De wal van de dam is 88 meter hoog en heeft een lengte van 914 meter. Wanneer het stuwmeer vol is, beslaat het een oppervlakte van 374 km² en het is daarmee het grootste van Zuid-Afrika. Bij de dam wordt elektriciteit opgewekt door vier turbines van elk 90 MW.
De naam komt van de oorspronkelijke bevolking, waarvoor Gariep 'Grote rivier' of 'Groot water' betekent.

## Instroom
Rivieren die zorgen voor instroom zijn:
- Oranjerivier
- Caledon
- Brakspruit
- Broekspruit
- Oudagspruit
- Palmietspruit
- Slykspruit

## Galerij

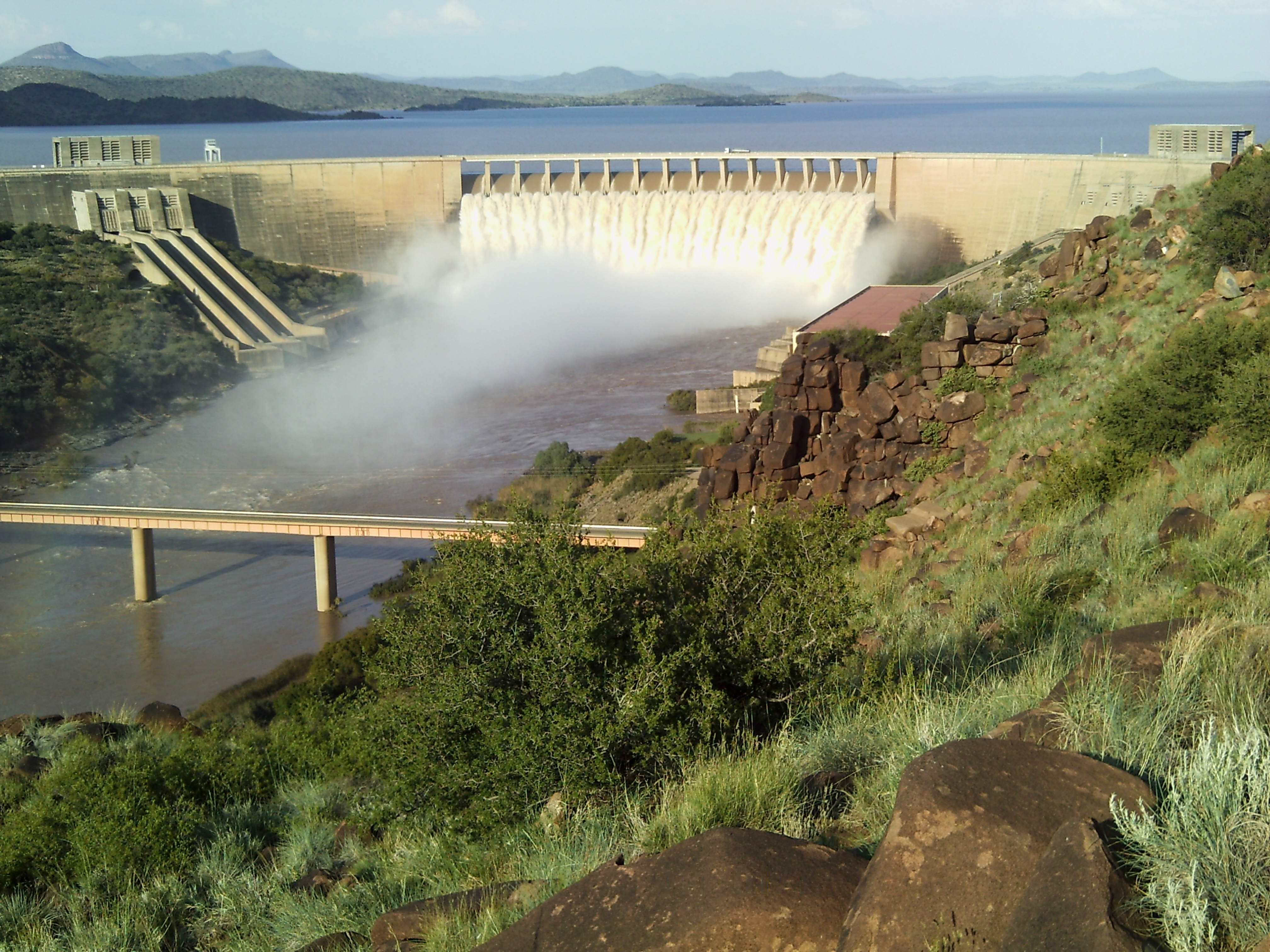
Dam in 2011
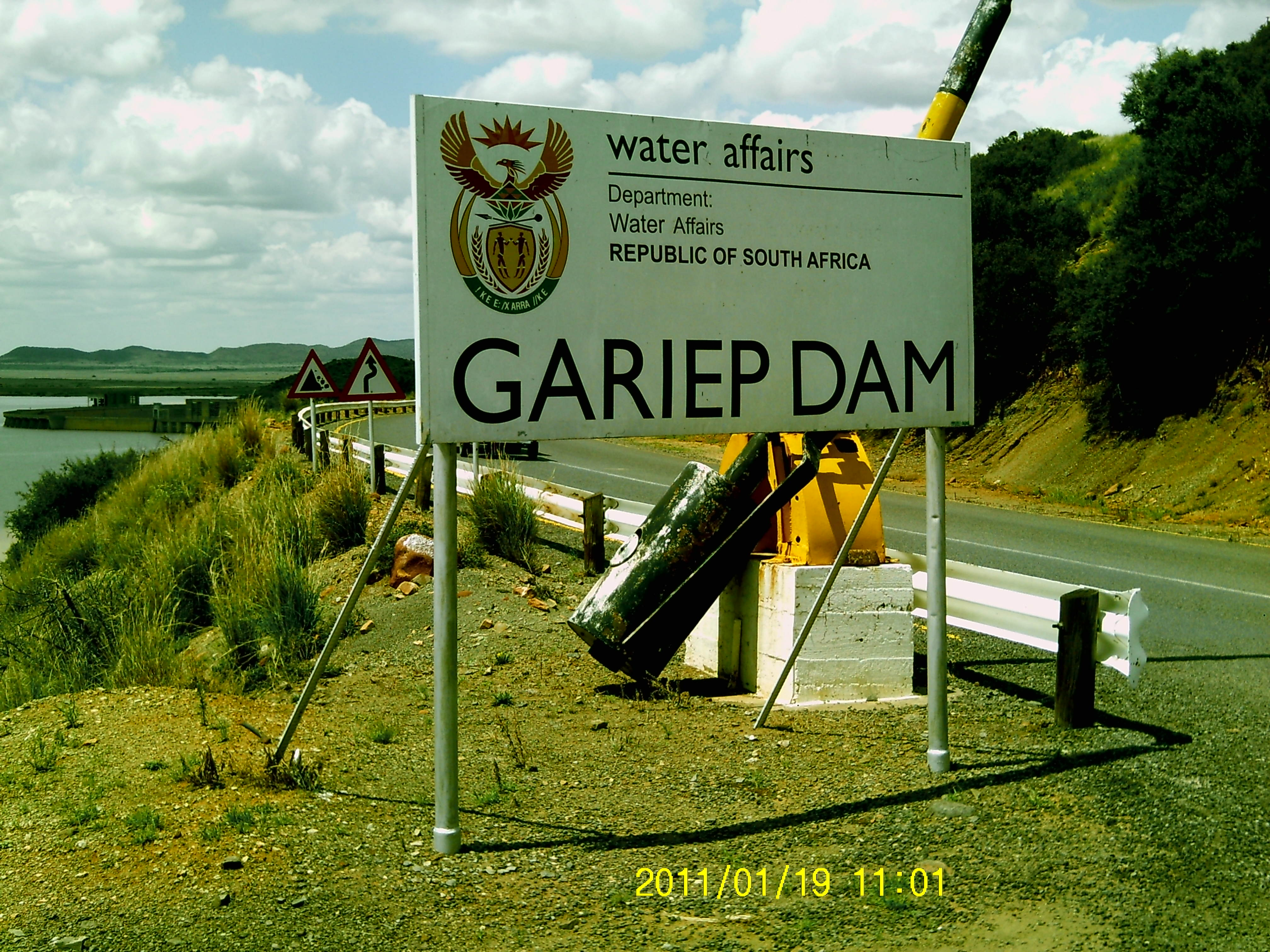
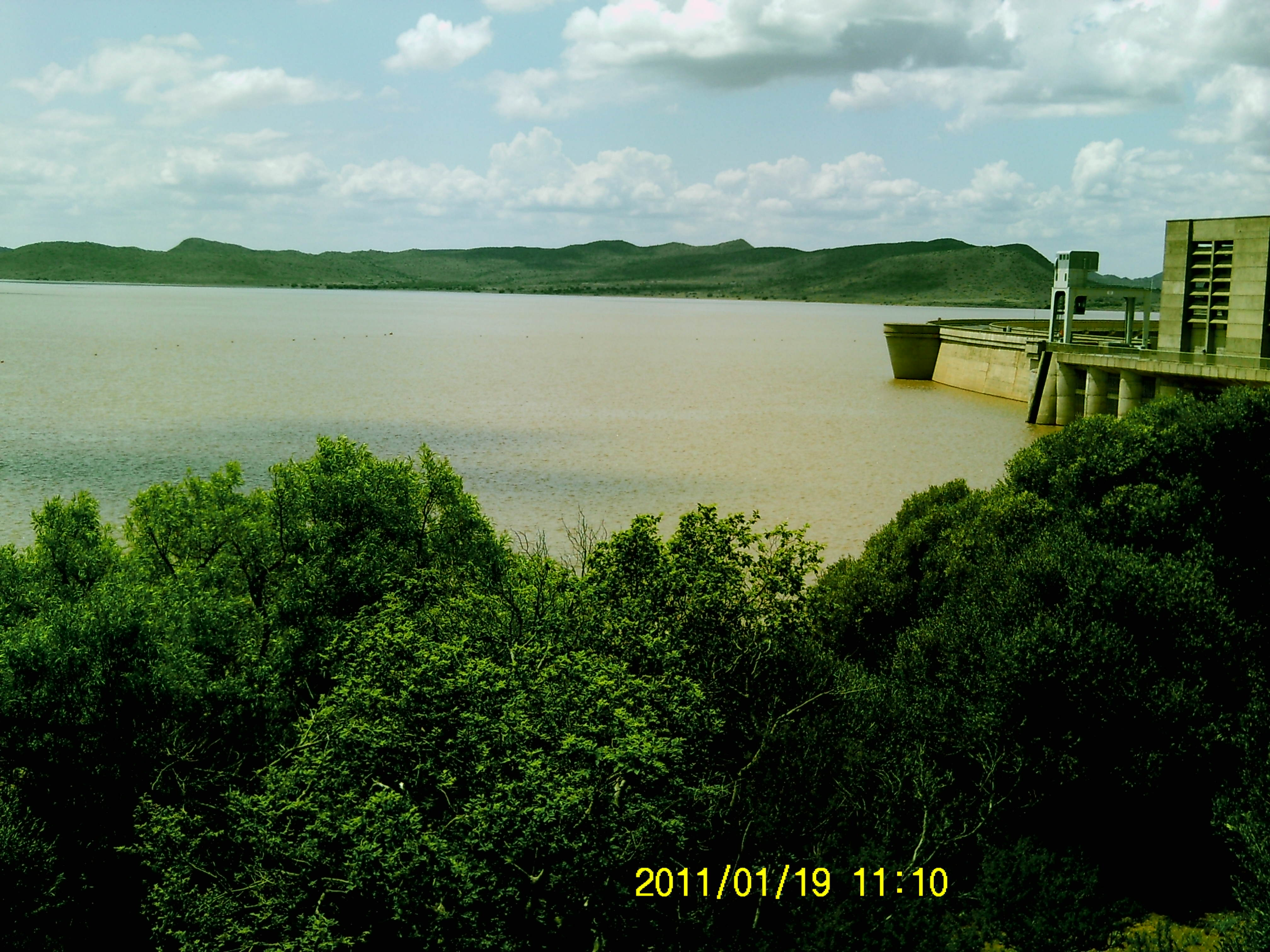
Uitzicht over de dam
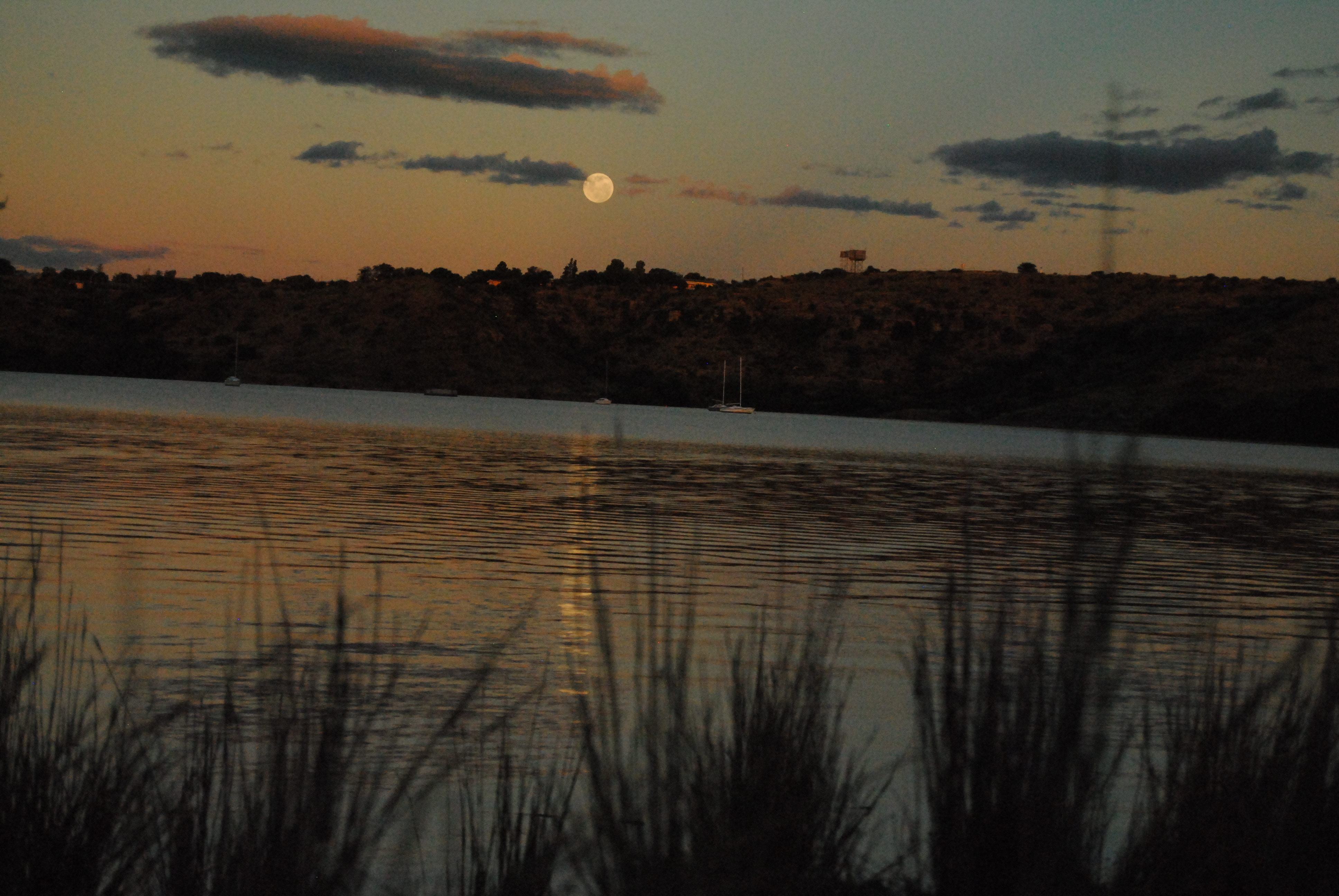
Zonsondergang bij de dam